# Buenos Aires Negra
Buenos Aires Negra, también conocido como BAN, es un encuentro literario que se celebra en Buenos Aires cada año desde 2011 (salvo en 2017), durante algún momento del segundo semestre. En 2015 el festival superó los 13000 espectadores y en 2018 llegó a 12000.
El festival fue creado y es dirigido por el escritor argentino de novela negra Ernesto Mallo. Mallo ha declarado que le gusta decir que BAN es «la hija bastarda de la Semana Negra de Gijón»

## Participantes
El festival propone charlas y ponencias de escritores del género y también, de manera ocasional, de personas relacionadas con el mundo del crimen, tanto policías, como la comisaria de los Mozos de Escuadra Cristina Manresa o los delincuentres La “Garza” Sosa y Dani “el Rojo”.
En las sucesivas ediciones que lleva hasta ahora el festival, ha habido una amplia participación de escritores, entre ellos: Petros Márkaris, John Connolly, Alberto Laiseca, Dolores Redondo y Claudia Piñeiro, Carlos Zanón y Víctor del Árbol.